# Tom Hammonds
Tom Edward Hammonds (Fort Walton Beach, 27 marzo 1967) è un ex cestista statunitense, professionista nella NBA.

## Carriera
È stato selezionato dai Washington Bullets al primo giro del Draft NBA 1989 (9ª scelta assoluta).
Con gli Stati Uniti ha disputato i Campionati mondiali del 1986.

## Statistiche
| Anno      | Squadra               | PG  | PT  | MP   | TC%  | 3P%  | TL%  | RP  | AP  | PRP | SP  | PP   |
| --------- | --------------------- | --- | --- | ---- | ---- | ---- | ---- | --- | --- | --- | --- | ---- |
| 1985-1986 | Georgia T. Yel. Jack. | 34  | 33  | 32,7 | 60,9 | -    | 81,6 | 6,4 | 1,1 | 0,4 | 0,3 | 12,2 |
| 1986-1987 | Georgia T. Yel. Jack. | 29  | 29  | 37,5 | 56,9 | -    | 79,7 | 7,2 | 1,4 | 0,4 | 0,5 | 16,2 |
| 1987-1988 | Georgia T. Yel. Jack. | 30  | 30  | 35,9 | 56,8 | -    | 82,6 | 7,2 | 1,3 | 0,6 | 0,7 | 18,9 |
| 1988-1989 | Georgia T. Yel. Jack. | 30  | 30  | 37,0 | 53,8 | 33,3 | 77,3 | 8,1 | 1,7 | 0,5 | 0,9 | 20,9 |
| Carriera  | Carriera              | 123 | 122 | 35,7 | 56,6 | 33,3 | 80,1 | 7,2 | 1,4 | 0,5 | 0,6 | 16,9 |

### NBA

#### Regular season
| Anno      | Squadra            | PG  | PT | MP   | TC%  | 3P% | TL%  | RP  | AP  | PRP | SP  | PP   |
| --------- | ------------------ | --- | -- | ---- | ---- | --- | ---- | --- | --- | --- | --- | ---- |
| 1989-1990 | Washington Bullets | 61  | 8  | 13,2 | 43,7 | 0,0 | 64,3 | 2,8 | 0,8 | 0,2 | 0,2 | 5,3  |
| 1990-1991 | Washington Bullets | 70  | 7  | 14,6 | 46,1 | 0,0 | 72,2 | 2,9 | 0,6 | 0,2 | 0,1 | 5,2  |
| 1991-1992 | Washington Bullets | 37  | 19 | 26,6 | 48,8 | 0,0 | 61,0 | 5,0 | 1,0 | 0,6 | 0,4 | 11,9 |
| 1992-1993 | Charlotte Hornets  | 19  | 5  | 7,5  | 42,2 | -   | 62,5 | 1,6 | 0,4 | 0,0 | 0,2 | 2,3  |
| 1992-1993 | Denver Nuggets     | 35  | 0  | 16,3 | 48,9 | 0,0 | 61,1 | 2,7 | 0,5 | 0,5 | 0,2 | 5,9  |
| 1993-1994 | Denver Nuggets     | 74  | 2  | 11,9 | 50,0 | -   | 68,3 | 2,7 | 0,5 | 0,3 | 0,2 | 4,1  |
| 1994-1995 | Denver Nuggets     | 70  | 5  | 13,7 | 53,5 | 0,0 | 74,6 | 3,2 | 0,5 | 0,2 | 0,2 | 5,9  |
| 1995-1996 | Denver Nuggets     | 71  | 4  | 14,7 | 47,4 | -   | 76,5 | 3,1 | 0,3 | 0,3 | 0,2 | 4,8  |
| 1996-1997 | Denver Nuggets     | 81  | 8  | 21,7 | 48,0 | 0,0 | 72,1 | 5,0 | 0,8 | 0,2 | 0,3 | 6,2  |
| 1997-1998 | Minnesota T'wolves | 57  | 2  | 20,0 | 51,6 | 0,0 | 69,7 | 4,8 | 0,6 | 0,3 | 0,3 | 6,1  |
| 1998-1999 | Minnesota T'wolves | 49  | 0  | 14,6 | 45,8 | -   | 64,0 | 2,8 | 0,4 | 0,2 | 0,1 | 4,3  |
| 1999-2000 | Minnesota T'wolves | 56  | 0  | 6,6  | 43,3 | -   | 58,9 | 1,8 | 0,2 | 0,1 | 0,1 | 2,1  |
| 2000-2001 | Minnesota T'wolves | 7   | 0  | 4,3  | 30,0 | -   | 50,0 | 0,6 | 0,1 | 0,0 | 0,0 | 1,0  |
| Carriera  | Carriera           | 687 | 60 | 15,2 | 48,0 | 0,0 | 69,1 | 3,3 | 0,6 | 0,2 | 0,2 | 5,3  |

#### Play-off
| Anno     | Squadra            | PG | PT | MP   | TC%  | 3P% | TL%  | RP  | AP  | PRP | SP  | PP  |
| -------- | ------------------ | -- | -- | ---- | ---- | --- | ---- | --- | --- | --- | --- | --- |
| 1994     | Denver Nuggets     | 8  | 0  | 6,1  | 22,2 | -   | 83,3 | 1,6 | 0,3 | 0,0 | 0,0 | 1,1 |
| 1995     | Denver Nuggets     | 3  | 0  | 14,7 | 64,3 | -   | 33,3 | 2,3 | 0,3 | 0,0 | 0,7 | 6,7 |
| 1998     | Minnesota T'wolves | 5  | 1  | 22,6 | 42,9 | -   | 75,0 | 4,4 | 0,4 | 0,0 | 0,2 | 7,2 |
| 1999     | Minnesota T'wolves | 4  | 0  | 4,5  | -    | -   | 100  | 0,5 | 0,0 | 0,0 | 0,0 | 1,0 |
| 2000     | Minnesota T'wolves | 1  | 0  | 2,0  | -    | -   | -    | 0,0 | 0,0 | 0,0 | 0,0 | 0,0 |
| Carriera | Carriera           | 21 | 1  | 10,8 | 45,1 | -   | 71,9 | 2,1 | 0,2 | 0,0 | 0,1 | 3,3 |

## Palmarès
- McDonald's All-American Game (1985)